# 摩诃庵
摩诃庵，位于中华人民共和国北京市海淀区八里庄街7号，原是一座佛教寺庙。摩诃庵始建于明代嘉靖二十五年（1546年），中华民国年间部分建筑被用作八里庄小学校舍，中华人民共和国成立后全部寺院建筑全部作为小学校舍使用。该寺庙建筑共分为中路建筑和左右跨院三部分，其中大雄宝殿中保存有团龙藻井和释迦牟尼及其弟子的鎏金铜造像。东跨院中的金刚殿内保存有三十二体篆金刚经刻石。2013年，摩诃庵被列为全国重点文物保护单位。2024年6月，改为首都师范大学附属中学第一小学。

## 历史

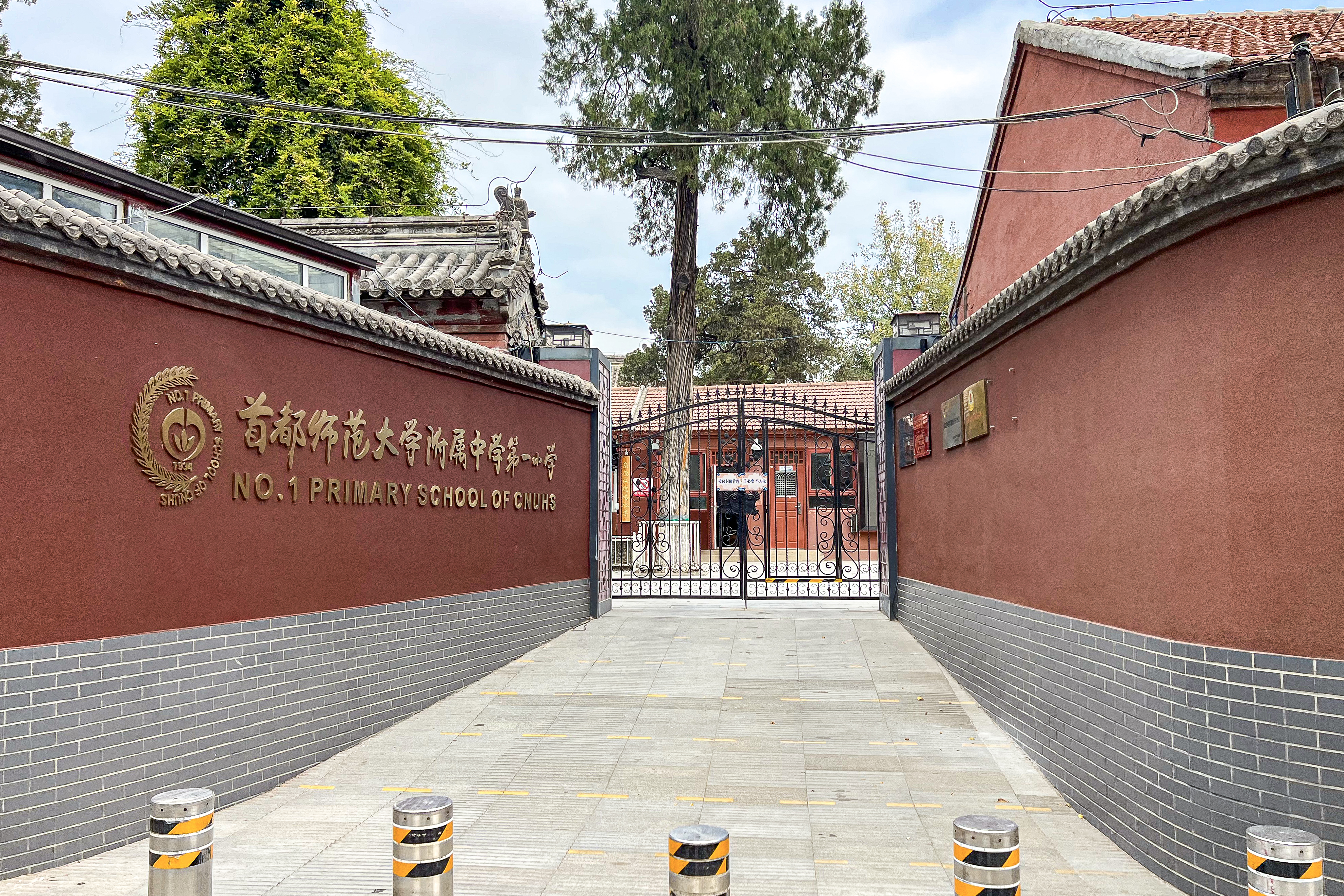
占用该寺的首都师范大学附属中学第一小学

明代嘉靖二十五年（1546年），太监赵政在今慈寿寺塔东捐资修建了一座寺庙，是为摩诃庵:269。建成之后，摩诃庵的叠石杏花一度成为著名的园林景观:4。万历四十七年（1619年），徐雅池将宋代僧人道肯所书写的三十二体篆集字成金刚经，并交由张翱、李登云刻在石头上，共计刻石60方，镶嵌于摩诃庵的金刚殿中:567。天启年间，魏忠贤派人毁掉了摩诃庵的部分建筑:325。清代时王崇简、王熙父子曾在此隐居:315。
中华民国年间，山门殿中的壁画被庵中和尚倒卖，原有的壁画位置被改涂为白灰。1934年，北平市政府将摩诃庵的东跨院等部分拨出，成立了八里庄小学:196,199。中华人民共和国成立后，1949年，当地人在摩诃庵下方挖防空洞时，发现了两座瓮棺墓。这是北京及周边地区首次发现瓮棺葬:879，经鉴定这两座墓葬均为战国时期墓葬，墓主人均不满3岁:392。1957年，整座摩诃庵全部划归八里庄小学使用。大跃进时期，山门殿中的哼哈二将木雕塑被毁，钟楼上的大钟被附近的生产合作社挪用。1963年，大雄宝殿被改建为学校办公室，四周的壁画和佛像得到妥善保护。1964年，鼓楼的鼓在房屋维修中被毁，同年鼓楼、钟楼和山门殿均被改为学生的校舍:196-199。1969年，考古人员发掘了赵政墓:865。

## 结构
摩诃庵位于北京市海淀区八里庄街7号，整体坐北朝南。院墙以虎皮石砌成，四个角各建有一座角楼。院内主要建筑居中，可分为两进院落，由北至南依次为山门、钟鼓楼、山门殿、东西配殿、东西配房、大雄宝殿、后殿。山门殿又称前殿，前檐正中下方镶嵌有汉白玉刻字“摩诃庵”。大雄宝殿为明式建筑，顶部为歇山式顶，顶下为一斗二升斗拱，梁上绘有旋子彩画。殿顶中部建有团龙藻井，殿四角建有角柱。殿内北侧佛台上供奉有释迦牟尼坐像以及迦叶和阿难的立像，三座造像均为鎏金铜塑像；东西两侧佛台上有十八罗汉木雕像。四周墙上有保存完好的明代壁画。后殿北侧为赵政墓，现为学校操场所在地。墓室用汉白玉砌成，墓门的门额上题写有“钦命提督五军三千营军务司设监太监赵公寿藏，大明嘉靖孟秋吉日”字样。中路建筑东西两侧各有一个跨院，其中西侧跨院南端和北端各建有一座禅房，院中种有古柏、芍药，牡丹等植物；东侧主要建筑为面阔三间的金刚殿。金刚殿现为海淀区八里庄小学的教师办公室，殿内壁上嵌有60方明代三十二体篆集字金刚经刻石，其中北墙10方，东墙25方，西墙25方。另在殿外的西南廊下的墙壁上镶有一块与经石同样规格的跋:567:138:325:315:864-865:147。

## 保护
中华人民共和国成立后，摩诃庵一度被公布为海淀区文物保护单位:325。1987年，摩诃庵的保护范围和建设控制地带被划定:315。1995年，摩诃庵被公布为北京市文物保护单位:865。2002年9月25日，北京市文物局出资修缮摩诃庵，该工程耗资共计159.54万元人民币:758。2004年，摩诃庵的保护范围和建设控制地带再次划定，其保护范围为院墙范围之内:315。2013年，摩诃庵被列为全国重点文物保护单位。